# Jean de La Croix de Castries
Jean de La Croix de Castries, né le 5 février 1716 et mort à Paris le 6 mai 1796, est un prélat français du XVIIIe siècle qui fut le dernier évêque de Vabres, de 1746 à 1790.

## Biographie
Jean de La Croix de Castries est le fils de Jean de La Croix-de-Meyrargues baron de Gaujac, et d'Isabeau de Cabot.
La Croix de Castries est successivement chanoine de l'église d'Albi en 1734, prévôt de la même église en 1747, agent général du clergé de France de 1750 à 1755 et abbé commendataire de Notre-Dame de Foigny, au diocèse de Laon. En 1764, il est désigné comme évêque de Vabres. Confirmé le 20 août, il est consacré par le 9 septembre suivant par Léopold-Charles de Choiseul-Stainville archevêque de Cambrai.
Il est le dernier évêque du diocèse, qui est supprimé en 1790 lors de la Révolution française par la Constitution civile du clergé. Dans ce contexte on n'exige de lui aucun serment constitutionnel et il n'est pas contraint d'émigrer. Il se retire à Paris où il meurt le 6 mai 1796.